# Bukit Kalimau Ulu
Bukit Kalimau Ulu is een bestuurslaag in het regentschap Sarolangun van de provincie Jambi, Indonesië. Bukit Kalimau Ulu telt 823 inwoners (volkstelling 2010).